# Weird fiction
La weird fiction (« fiction bizarre » en anglais) est un sous-genre des littératures de l'imaginaire  qui apparaît vers la fin du XIXe et du début du XXe siècle, et connaît une résurgence à la fin du siècle. Incarné par des auteurs comme Edgar Allan Poe ou H. P. Lovecraft, il évite les conventions du genre que sont les fantômes, les vampires, les loups-garous, et autres antagonistes traditionnels de fictions d'horreur surnaturelles ou les réinterprète,,.
Des auteurs de Weird fiction tels que China Miéville font parfois du « tentacule » le symbole de ce genre de littérature, puisqu'il s'agit d'un élément absent de la plupart des monstres du folklore européen et de la fiction gothique, mais qu'il est souvent attaché aux créatures monstrueuses créées par des auteurs de Weird fiction, tels que William Hope Hodgson, MR James et Lovecraft,. La Weird fiction tente souvent d'inspirer la crainte des créatures et manifestations surnaturelles qui peuplent ses pages, ce qui amène des commentateurs comme Miéville à paraphraser Goethe en remarquant que la Weird fiction évoque le numineux.
Bien que la weird fiction vive sa principale vague de popularité dans les années 1930, elle connait une résurgence dans les années 1980 et 1990, sous les étiquettes de new weird et slipstream, qui se poursuit au XXIe siècle.

## Définitions

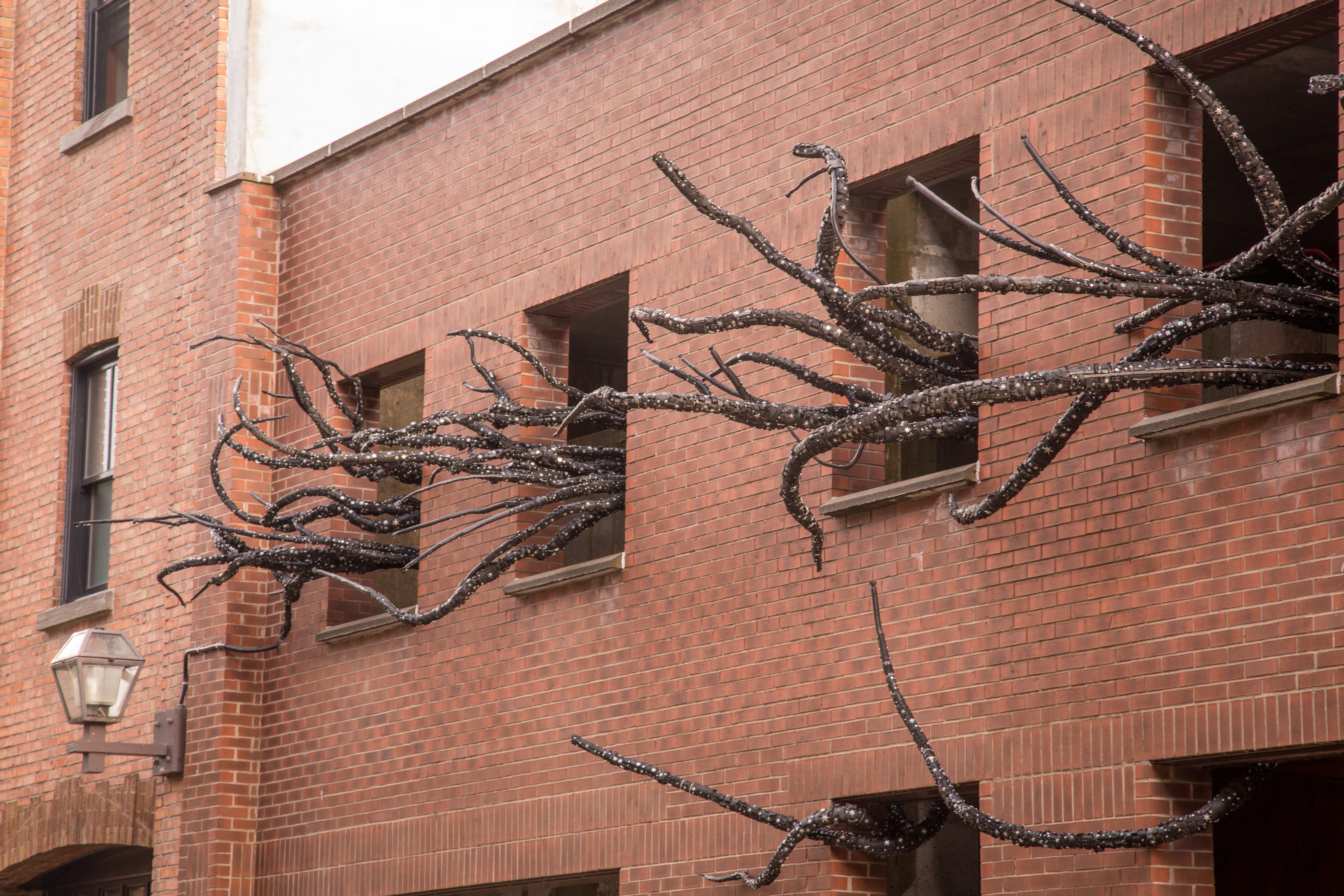
Le tentacule est parfois utilisé comme le symbole qui distingue la Weird fiction d'autres genres de fiction surnaturels, puisqu'elle fait souvent appel à des créatures extraterrestres non-conventionnelles, éloignées des vampires et loups-garou du XIXe siècle.

L'auteur de science-fiction canadien John Clute conçoit le terme de « Weird fiction » comme utile pour décrire à la fois « la fantasy, la fiction surnaturelle et les contes d'horreur présentant une substance transgressive ». Pour le romancier de fantastique britannique China Miéville, il s'agit généralement d'« une fiction macabre, du fantastique sombre (qui recoupe les genres horreur et fantasy) qui met souvent en valeur des créatures extraterrestres non-traditionnelles (donc plutôt science-fiction). »
La « Old Weird Fiction », celle publiée spécifiquement à la fin du XIXe et au début du XXe siècle reçoit cette définition de Jeffrey Andrew Weinstock : « elle utilise des éléments d'horreur, de science-fiction et de fantasy pour montrer l'impuissance et l'insignifiance des êtres humains dans un univers beaucoup plus vaste, peuplé d'entités et des forces souvent malveillantes qui dépassent largement les capacités humaines à les comprendre ou à les contrôler. » Jeff et Ann VanderMeer la considèrent plutôt comme un « mode » de littérature qui apparaîtrait généralement au sein de la fiction d'horreur, plutôt qu'un genre distinct de fiction à part entière.

## Histoire
Bien que le terme de Weird fiction n'apparaisse qu'au XXe siècle dans les écrits des théoriciens et critiques de la littérature, le poète du XIXe siècle Edgar Allan Poe est souvent considéré comme son auteur pionnier. H. P. Lovecraft lui-même attribue à Poe ce genre bien distinct de fiction surnaturelle, différent de la littérature gothique traditionnelle,. Sheridan Le Fanu est également considéré comme l'un des premiers écrivains travaillant dans le sous-genre. Les critiques littéraires du XIXe siècle utilisaient parfois le terme « weird » pour décrire la fiction surnaturelle, à l'image de la Scottish Review qui dans un article de 1859 fait l'éloge de Poe, Ernst Theodor Amadeus Hoffmann et Walter Scott en les rapprochant tous trois d'un « pouvoir de l'imagination bizarre. » Dracula de Bram Stoker est également décrit dans une critique de 1898 du magazine irlandais The Freeman's Journal comme « sauvage et bizarre » et non gothique. S. T. Joshi et Miéville estiment qu'il y a eu une période de « haute Weird Fiction » entre 1880 et 1940, lorsque des auteurs importants pour la Weird fiction tels qu'Arthur Machen et Clark Ashton Smith publiaient leurs travaux,. À la fin du XIXe siècle, un certain nombre d'écrivains britanniques associés au mouvement décadent publient des écrits s'apparentant également à la Weird fiction : Matthew Phipps Shiel, Eric Stenbock et R. Murray Gilchrist. D'autres écrivains britanniques pionners de Weird fiction incluent Algernon Blackwood, William Hope Hodgson, Lord Dunsany, Arthur Machen et MR James.
Le magazine pulp américain Weird Tales publie de nombreuses histoires de Weird fiction aux États-Unis de mars 1923 à septembre 1954. Le rédacteur en chef du magazine, Farnsworth Wright, fait souvent référence à ce genre de littérature pour décrire le type d'histoires publiées par le magazine. Les écrivains qui ont écrit pour Weird Tales sont ainsi étroitement identifiés au sous-genre de la Weird fiction, notamment Lovecraft, Clark Ashton Smith, Fritz Leiber et Robert Bloch. Une autre revue publiant elle aussi des histoires de Weird fiction est Unknown, éditée par John W. Campbell.
Lovecraft popularise le terme « weird fiction » dans ses essais, notamment dans Épouvante et surnaturel en littérature. D'après S. T. Joshi, la Weird fiction se subdivise en plusieurs types : l'horreur surnaturelle (ou fantastique), l'histoire de fantômes, la quasi-science-fiction, la fantasy et la fiction d'horreur ambiguë ; il soutient que ce genre d'écrits est principalement le résultat des prédispositions philosophiques et esthétiques de l'auteur,.

## Lenew weird(«Nouveau Bizarre»)
Bien que Lovecraft ait été l'un des rares écrivains du début du XXe siècle à décrire son travail comme une weird fiction, le terme connait un renouveau contemporain avec la New weird (« nouvelle fiction étrange »). China Miéville par exemple qualifie souvent son travail de Weird Fiction. De nombreux écrivains d'horreur se sont également situés dans la tradition de la Weird fiction, notamment Clive Barker, qui décrit son genre de littérature comme fantastique et Ramsey Campbell, dont les premiers travaux ont été profondément influencés par Lovecraft.
D'après Ann et Jeff VanderMeer et China Miéville, la Weird Fiction connaitrait ainsi dans les années 2010 un regain de popularité, un mouvement qu'ils appellent le New weird. Des contes entrant dans cette catégorie, ainsi qu'une discussion approfondie sur le phénomène, sont publiés dans l'anthologie The New Weird.